# Orthotrichia divaricata
Orthotrichia divaricata är en nattsländeart som beskrevs av Wells 1983. Orthotrichia divaricata ingår i släktet Orthotrichia och familjen smånattsländor. Inga underarter finns listade i Catalogue of Life.